# Muräna
För andra betydelser, se Muräna (olika betydelser).
Muräna, även kallad europeisk muräna (Muraena helena) är en fiskart som ingår i släktet Muraena och familjen Muraenidae.
Arten finns i Medelhavet och de näraliggande delarna av Atlanten. Fisken är ljus med mörk teckning, och kan bli upp till 1,3 meter lång. Dess bett är inte giftigt, och dess rykte om att angripa dykare överdrivet. Förmögna romare i antiken höll ibland fisken i dammar.